# 萧子懋
蕭子懋（472年—494年），字云昌，齊武帝蕭赜第七子，母为阮淑媛。封爵晋安王。他出任江州刺史时，因权臣萧鸾图谋篡位杀害齐高帝、齐武帝子孙，他起兵勤王，事败被害。

## 生平

### 早期
齐高帝建元元年（479年），封江陵县公，食邑一千五百户。
萧子懋在兄弟中最为清恬，有心思，廉让好学。七岁时，母阮淑媛病重，请僧道。有人献莲花供佛，众僧以铜罂（一种盛贮器）盛水渍其茎，欲其开花不萎。萧子懋流涕礼佛：“若使阿姨（萧子懋是庶出，故称生母为阿姨）因此和胜，愿诸佛令此花不萎。”七日斋戒完毕，花更鲜红，罂中稍有根须，当世称赞是萧子懋之孝感所致。
建元四年六月丙申（482年7月14日），进封晋安王，食邑二千户。

### 出镇地方
齐武帝永明三年正月甲申（485年2月16日），出任持节、都督南豫豫司三州诸军事、南中郎将、南豫州刺史，四月，因四哥豫章王世子萧子响（出继叔父萧嶷）出镇豫州而解除都督之职。永明四年，进号征虏将军。因南豫州新置，能服役的百姓少，加萧子懋领宣城太守。
永明五年正月戊子（487年2月10日），改任监南兖兖青徐冀五州诸军事、后将军、南兖州刺史，持节如故。永明六年十一月庚申（489年1月2日），改任监湘州诸军事、平南将军、湘州刺史。永明七年，加持节、都督。永明八年，进号镇南将军。期间谢朓曾作《酬王晋安》。萧子懋撰《春秋例苑》三十卷上奏，齐武帝嘉之，下敕令交付秘阁。永明九年，亲府州事。永明十年，入为侍中，领右卫将军。永明十一年，迁散骑常侍、中书监，尚未上任，武帝就因皇弟雍州刺史萧嶷去世而认为需要有威望的人代为镇守边地，于二月癸卯（493年3月25日）改任萧子懋为持节、都督雍梁南秦北秦四州、郢州之竟陵、司州之随郡诸军事、征北将军、雍州刺史，给鼓吹一部，解除第八子随郡王萧子隆的雍州都督之职。武帝下敕教萧子懋守边之略，并将萧子懋先前请求的杜预亲手所定《左传》及《古今善言》赐给他。
萧子懋曾将茶米分给属官。
永明十一年（493年），皇孙萧昭业登基，萧子懋即本号为征北大将军。萧子懋见新帝年幼，时事艰难，图谋自全，打造兵器，并想胁迫驻军雍州治所襄阳的征虏将军陈显达做自己的将帅，却被陈显达密信向权臣萧鸾告发，于是于隆昌元年正月丁未（494年1月23日）被改任都督江州刺史，留下所部西楚部曲助守襄阳，仅率白直侠毂自随。陈显达被召回京，向萧子懋辞行，萧子懋说：“我是天王，怎能单身上任？我请求带二三千人自随。”陈显达说：“您真的这么做就是违诏了。且此间人亦难可收用。”萧子懋默然，陈显达于是离去。萧子懋也只得上任。

### 勤王被害
萧鸞掌握朝政后，大肆诛杀高帝、武帝子孙。延兴元年（494年）萧子懋加侍中。九月，蕭子懋得知叔父鄱阳王萧锵、弟弟萧子隆被害，与参军周英、防阁陆超之合谋，在江州起兵，传檄荆、郢。防阁董僧慧攘袂（捋起袖子，激愤之状）指出宋孝武帝曾以江州起兵成功。萧子懋意图接出母亲阮太妃，于是派使者送信到京城，阮太妃告知同母兄瑶之，于瑶之骑马向萧鸾告发。于是萧鸞假黄钺，内外戒严，派中护军王玄邈前往讨伐蕭子懋。王玄邈起初坚辞不肯去，但平西将军王广之奉命征讨后，王玄邈也不得已奉旨。军主裴叔业与于瑶之先袭江州治所寻阳，自称郢州行司马。萧子懋派三百人守湓城，裴叔业趁夜顺流而下袭击之，城局参军乐贲开门献城。萧子懋在稽亭渚备下船只，闻讯据州自守。他手下多是襄阳人，都愿意一战，裴叔业也忌惮，派于瑶之劝说萧子懋：“如果回京，还能做散官，不失富贵。”萧子懋没有及时出击，众人沮丧。萧子懋又听信于瑶之兄长中兵参军琳之，派于琳之贿赂裴叔业。于琳之到了以后，就请求捉拿萧子懋立功。军主徐玄庆率四百人随于琳之进入州城，萧子懋左右奔散，只剩周英及外兵参军王皎入城，萧子懋感慨：“不意吾府有义士二人。”于琳之率二百人拔刀杀入。萧子懋笑道：“不意渭阳（典出秦康公与晋文公，指甥舅之情），翻成枭獍！”骂道：“小人何忍行此事！”于琳之以袖遮面，下令将蕭子懋杀死，时年二十三岁。萧子懋的故人们担心获罪，无人敢至，只有周英、王皎、董僧慧号哭尽哀，为其丧殡。萧子懋被平定后，萧鸾上表送回黄钺。
王玄邈知道董僧慧是萧子懋的同谋，逮捕了他。董僧慧认罪，但说愿为主人死，不恨，希望等主人大敛后被处死。王玄邈感佩其义，答应了，告知萧鸾，于是董僧慧被发配东冶（掌工徒鼓铸之事的官署），每说到起兵时的事，就悲伤不能自己，后来收到萧子懋九岁的儿子萧昭基用二寸绢写的信和附钱五百，说：“此郎君书也。”悲恸而卒。
陆超之因清静为萧子懋所知。萧子懋败亡后，于琳之劝其逃亡，他回答：“人皆有死，此不足惧。吾若逃亡，晋安的家属就没人照顾了，我也担心为田横门客所笑。”王玄邈等以其有义，想将其囚拿还都，但陆超之端坐待命时，被贪图赏赐的周姓门生从背后斩杀，头坠而身不僵。王玄邈嘉其节，厚为殡敛。周姓门生为陆超之抬棺，棺材突然下坠压住他的头导致他断颈而死，人们都说这是天道报应。

## 家庭
子：萧昭基，生于486年。

## 作品
《晋安王子懋集》四卷，隋朝收录一卷。

## 评价
- 《南齐书》赞曰：晋安早悟。[1]

## 屬官

### 府佐
南中郎府（485年－486年）
- 王諶，晉安王南中郎長史，行府事[18]
- 王融，晉安王南中郎行參軍[19]

征虜府（486年－487年）
- 劉彪，晉安王征虜記室參軍[20]

後軍府（487年－488年）
- 沈憲，晉安王後軍長史[21]

平南府（488年－490年）
鎮南府（490年－492年）
征北府（493年－494年）
- 蕭坦之，晉安王征北諮議參軍[22]
- 裴叔業，晉安王征北諮議參軍，領中兵參軍[23]

## 延伸阅读
[在维基数据编辑]
 《南齊書·卷40》，出自萧子显《南齊書》